# Aphidius coloratus
Aphidius coloratus är en stekelart som beskrevs av Baker 1909. Aphidius coloratus ingår i släktet Aphidius och familjen bracksteklar. Inga underarter finns listade i Catalogue of Life.